# Kelly (football)
Pour les articles homonymes, voir Kelly.
Clesly Evandro Guimarães est un footballeur brésilien né le 28 avril 1975.